# Gekko melli
Gekko melli är en art i familjen geckoödlor som förekommer i Kina. Artepitetet i det vetenskapliga namnet hedrar samlaren Rudolf Emil Mell som var verksam i Sydostasien och som överförde många djurexemplar till vetenskapliga samlingar.
Individerna är utan svans 64,5 till 80 mm långa. De har en varierande kroppsfärg. I motsats till de flesta andra medlemmar av släktet Gekko saknar arten små knölar på ryggen och på svansen. Tårna är sammanlänkade med hud. På huvudets topp förekommer ett mönster som liknar ett W i utseende och på halsen finns ett liknande mönster som är vänd åt andra hållet.
Utbredningsområdet ligger främst i östra delen av provinsen Guangdong. Arten når även fram till södra Jiangxi och södra Fujian. Den vistas i låglandet och i kulliga områden upp till 600 meter över havet. Gekko melli lever i fuktiga skogar och den besöker byar där den klättrar på byggnadernas väggar. Denna ödla är nattaktiv. Honor lägger ägg.
För beståndet är inga hot kända. Hela populationen anses vara stabil. IUCN listar arten som livskraftig (LC).